# Patrick Poulin
Joseph Emelien Patrick Poulin (* 23. dubna 1973 ve Vanieru, Québec) je bývalý kanadský hokejový útočník.

## Hráčská kariéra

### Mládež
Patrick Poulin se narodil ve Vanieru, který je nyní součástí Québec City. V mládí hrál za Gouverneurs de Sainte-Foy, než byl vybrán ve vstupním draftu QMJHL jako jednička v roce 1989 týmem Canadien junior Verdun. Na začátku sezóny 1989/90 se tým přestěhoval do Saint-Hyacinthe, tým nadále pokračoval pod názvem Saint-Hyacinthe Laser v nejvyšší juniorské lize Quebec Major Junior Hockey League. Ve své debutové sezóně zaznamenal 51 bodů z 60 zápasů a byl jmenován do All-Rookie Týmu QMJHL. Své výkony pak rok od roku zlepšoval a v roce 1991 si ho ve vstupním draftu NHL vybrali z celkového devátého místa týmem Hartford Whalers. Jeho průlom přišel až ve třetím posledním roce v Saint-Hyacinthe, kdy v 56 zápasech zaznamenal 138 bodů, získal tak trofeje Jean Béliveau Trophy pro nejlepšího střelce ligy a Paul Dumont Trophy pro osobnost roku. Po konci sezony byl jmenován do první All-Star Týmu

### NHL
Poulin debutoval v National Hockey League za Hartford Whalers 15. dubna 1992 proti týmu Philadelphia Flyers, poslední zápas Hartford Whalers v základní části v sezoně 1991/92. Whalers se probojoval do playoff ale vypadli hned v první vyřazovací části proti Montreal Canadiens, první branku a asistenci jsi připsal v play-off 1992. Odehrál také jeden zápas za farmářský tým Whalers ve Springfield Indians, rovněž v play-off American Hockey League. V následující sezóně 1992-93 zaznamenal jako nováček 51 bodů v 81 zápasech, což byla zdaleka jeho nejlepší bodová statistika v jeho kariéře. Jeho působení v Hartfordu skončilo na začátku sezóny 1993-94, kdy byl v listopadu 1993 vyměněn společně s Ericem Weinrichem do Chicaga Blackhawks za Steva Larmera a Bryana Marchmenta. V roce 1995 dovedl tým v playoff do finále konference, kde prohrál s Detroitem Red Wings. Ve své kariéře se ke Stanley Cupu dále nepřiblížil.
Po více než dvou letech byl v březnu 1996 vyměněn do Tampy Bay Lightning společně se spoluhráčem Igorem Uljanovem a výběrem ve druhém kole vstupního draftu NHL 1996 za Enrica Cicconeho a výběr ve druhém kole téhož draftu. Za Lightning odehrál pouze jednu celou sezónu, než byl v lednu 1998 poslán do Montrealu Canadiens spolu s Mickem Vukotou a Igorem Ulanovem, zatímco Tampa na oplátku získala Stéphana Richera, Darcyho Tuckera a Davida Wilkieho. V sezoně 1998-99 a 1999-00 chyběl v sestavě Canadiens pouze v jednom zápase. Během čtyř let za Canadiens odehrál celkem 280 zápasů. Poulin působil v Montreal do prosince 2001, kariéru završil v týmu Quebec Citadelles, farmářský celek Canadiens v AHL. Kariéru ukončil v létě 2002, v NHL odehrál 666 zápasů v nichž zaznamenal 243 bodů.

## Ocenění a úspěchy
- 1990 QMJHL - All-Rookie Tým
- 1992 QMJHL - První All-Star Tým
- 1992 QMJHL - Jean Béliveau Trophy
- 1992 QMJHL - Paul Dumont Trophy
- 1992 CHL - Hráč roku

## Prvenství
- Debut v NHL - 15. dubna 1992 (Philadelphia Flyers proti Hartford Whalers)
- První gól v NHL - 23. dubna 1992 (Hartford Whalers proti Montreal Canadiens, kanadskému brankáři Patrick Roy)
- První asistence v NHL - 1. května 1992 (Montreal Canadiens proti Hartford Whalers)

## Rekordy
Saint-Hyacinthe Laser
- nejproduktivnější hráč za sezonu (138 kanadských bodů) - 1991/1992

## Klubová statistika
| Sezóna       | Klub                   | Soutěž       |     | Základní část | Základní část | Základní část | Základní část | Základní část |    | Play off | Play off | Play off | Play off | Play off |
| Sezóna       | Klub                   | Soutěž       | Z   | G             | A             | B             | TM            | Z             | G  | A        | B        | TM       |          |          |
| 1988–89      | Sainte-Foy Gouverneurs | QMAAA        | 42  | 28            | 42            | 70            | 44            | 13            | 13 | 23       | 36       | 24       |          |          |
| 1989–90      | Saint-Hyacinthe Laser  | QMJHL        | 60  | 25            | 26            | 51            | 55            | 12            | 1  | 9        | 10       | 5        |          |          |
| 1990–91      | Saint-Hyacinthe Laser  | QMJHL        | 56  | 32            | 38            | 70            | 82            | 4             | 1  | 1        | 2        | 6        |          |          |
| 1991–92      | Saint-Hyacinthe Laser  | QMJHL        | 56  | 52            | 86            | 138           | 58            | 5             | 2  | 2        | 4        | 4        |          |          |
| 1991–92      | Springfield Indians    | AHL          | —   | —             | —             | —             | —             | 1             | 0  | 0        | 0        | 0        |          |          |
| 1991–92      | Hartford Whalers       | NHL          | 1   | 0             | 0             | 0             | 2             | 7             | 2  | 1        | 3        | 0        |          |          |
| 1992–93      | Hartford Whalers       | NHL          | 81  | 20            | 31            | 51            | 37            | —             | —  | —        | —        | —        |          |          |
| 1993–94      | Hartford Whalers       | NHL          | 9   | 2             | 1             | 3             | 11            | —             | —  | —        | —        | —        |          |          |
| 1993–94      | Chicago Blackhawks     | NHL          | 58  | 12            | 13            | 25            | 40            | 4             | 0  | 0        | 0        | 0        |          |          |
| 1994–95      | Chicago Blackhawks     | NHL          | 45  | 15            | 15            | 30            | 53            | 16            | 4  | 1        | 5        | 8        |          |          |
| 1995–96      | Indianapolis Ice       | IHL          | 1   | 0             | 1             | 1             | 0             | —             | —  | —        | —        | —        |          |          |
| 1995–96      | Chicago Blackhawks     | NHL          | 38  | 7             | 8             | 15            | 16            | —             | —  | —        | —        | —        |          |          |
| 1995–96      | Tampa Bay Lightning    | NHL          | 8   | 0             | 1             | 1             | 0             | 2             | 0  | 0        | 0        | 0        |          |          |
| 1996–97      | Tampa Bay Lightning    | NHL          | 73  | 12            | 14            | 26            | 56            | —             | —  | —        | —        | —        |          |          |
| 1997–98      | Tampa Bay Lightning    | NHL          | 44  | 2             | 7             | 9             | 19            | —             | —  | —        | —        | —        |          |          |
| 1997–98      | Montreal Canadiens     | NHL          | 34  | 4             | 6             | 10            | 8             | 3             | 0  | 0        | 0        | 0        |          |          |
| 1998–99      | Montreal Canadiens     | NHL          | 81  | 8             | 17            | 25            | 21            | —             | —  | —        | —        | —        |          |          |
| 1999–00      | Montreal Canadiens     | NHL          | 82  | 10            | 5             | 15            | 17            | —             | —  | —        | —        | —        |          |          |
| 2000–01      | Montreal Canadiens     | NHL          | 52  | 9             | 11            | 20            | 13            | —             | —  | —        | —        | —        |          |          |
| 2001–02      | Quebec Citadelles      | AHL          | 31  | 12            | 7             | 19            | 6             | 3             | 0  | 2        | 2        | 0        |          |          |
| 2001–02      | Montreal Canadiens     | NHL          | 28  | 0             | 5             | 5             | 6             | —             | —  | —        | —        | —        |          |          |
| Celkem v NHL | Celkem v NHL           | Celkem v NHL | 634 | 101           | 134           | 235           | 299           | 32            | 6  | 2        | 8        | 8        |          |          |

## Reprezentace
| Rok                       | Tým                       | Soutěž                    | Z | G | A | B | TM |
| ------------------------- | ------------------------- | ------------------------- | - | - | - | - | -- |
| 1992                      | Kanada 20                 | MSJ                       | 7 | 2 | 2 | 4 | 2  |
| Seniorská kariéra celkově | Seniorská kariéra celkově | Seniorská kariéra celkově | 7 | 2 | 2 | 4 | 2  |